# SVB-Eerste Divisie
De SVB-Eerste Divisie, ook een tijdlang SVB Hoofdklasse genoemd, was tot en met 2023 de hoogste voetbalafdeling in Suriname. In 2024 startte de Suriname Major League als opvolger, waarmee betaald voetbal in Suriname werd geïntroduceerd, in de eerste vier jaar als pilot.
In Eerste Divisie van de Surinaamse Voetbal Bond (SVB) werd jaarlijks gestreden om het landskampioenschap. In 1923 ging de eerste competitie, die van februari tot en met mei werd gespeeld, om het landskampioenschap van start met zes deelnemende clubs: Ajax, Excelsior, Olympia, UDI, Zeelandia en Zwaluw. Olympia was de eerste landskampioen. SV Transvaal was in 1924 de eerste kampioen van de toenmalige tweede klasse en werd daarmee de eerste promovendus naar deze klasse. Met 23 titels was SV Robinhood de recordkampioen.

## Kampioenen
N.B. De hoogste divisie werd door de loop van de jaren afwisselend als lente/herfst en herfst/lente competitie gespeeld.

### Prestaties per club
| Aantal | Club                 | Kampioen in: |
| ------ | -------------------- | --- |
| 26     | SV Robinhood         | 1953 1954, 1955, 1956, 1959, 1964, 1971, 1976, 1976, 1979, 1980, 1981, 1983, 1985, 1986, 1986, 1987, 1988, 1989, 1994, 1995, 2005, 2012, 2018, 2022, 2023 |
| 18     | SV Transvaal         | 1925, 1937, 1938, 1950, 1951, 1962, 1966, 1967, 1968, 1969, 1970, 1973, 1974, 1991, 1992, 1996, 1997, 2000                                                |
| 010    | Inter Moengotapoe    | 2007, 2008, 2010, 2011, 2013, 2014, 2015, 2016, 2017, 2019                                                                                                |
| 06     | SV Voorwaarts        | 1936, 1941, 1952, 1958, 1977, 2002 |
| 05     | SV Leo Victor        | 1961, 1964, 1978, 1982, 1993 |
| 04     | Cicerone             | 1932, 1933, 1934, 1935 |
| 03     | SNL (inclusief MVV)  | 1948, 1949, 1999 |
| 03     | Walking Boyz Company | 2004, 2006, 2009 |
| 02     | Ajax                 | 1927, 1928 |
| 02     | Arsenal              | 1939, 1940 |
| 01     | Olympia              | 1923 |
| 01     | Excelsior/Blauw-Wit  | 1931 |
| 01     | FCS Nacional         | 2003 |